# Ginástica artística nos Jogos Pan-Americanos de 2011 - Barra fixa
A competição da barra fixa masculino foi um dos eventos da ginástica artística nos Jogos Pan-Americanos de 2011. Foi disputada no Complexo Nissan de Ginástica no dia 28 de outubro.

## Calendário
Horário local (UTC-6).
| Data          | Horário | Fase  |
| ------------- | ------- | ----- |
| 28 de outubro | 14:40   | Final |

## Medalhistas
| Ouro   | USA Paul Ruggeri   |
| Prata  | COL Jossimar Calvo |
| Bronze | PUR Ángel Ramos    |

## Resultados

### Qualificação
Um máximo de dois ginastas por país puderam se classificar a final, podendo haver substituição se requerido pela delegação.
| Pos.     | Ginasta                 | País               | Total  | Obs. |
| -------- | ----------------------- | ------------------ | ------ | ---- |
| 1        | Paul Ruggeri            | USA Estados Unidos | 15.200 | Q    |
| 2        | Ángel Ramos             | PUR Porto Rico     | 14.800 | Q    |
| 3        | Jossimar Calvo          | COL Colômbia       | 14.800 | Q    |
| 4        | Alexander Rodríguez     | PUR Porto Rico     | 14.700 | Q    |
| 5        | Christopher Maestas     | USA Estados Unidos | 14.350 | Q    |
| 6        | Jorge Hugo Giraldo      | COL Colômbia       | 14.150 | Q    |
| 7        | Petrix Barbosa          | BRA Brasil         | 14.100 | Q    |
| 8        | Nicolás Córdoba         | ARG Argentina      | 14.100 | Q    |
| Reservas |                         |                    |        |      |
| 9        | Aldo Torres             | MEX México         | 14.000 | R    |
| 10       | Sérgio Sasaki           | BRA Brasil         | 14.000 | R    |
| 11       | Osvaldo Martínez Erazún | ARG Argentina      | 13.950 | R    |

### Final
| Pos.              | Ginasta                 | Nota D | Nota E | Pen. | Total  |
| ----------------- | ----------------------- | ------ | ------ | ---- | ------ |
| Medalha de ouro   | USA Paul Ruggeri        | 6.900  | 8.750  |      | 15.650 |
| Medalha de prata  | COL Jossimar Calvo      | 6.500  | 8.325  |      | 14.825 |
| Medalha de bronze | PUR Ángel Ramos         | 6.100  | 8.525  |      | 14.625 |
| 4                 | BRA Petrix Barbosa      | 6.100  | 8.200  |      | 14.300 |
| 4                 | COL Jorge Hugo Giraldo  | 6.100  | 8.200  |      | 14.300 |
| 6                 | PUR Alexander Rodríguez | 5.800  | 8.425  |      | 14.225 |
| 7                 | USA Christopher Maestas | 6.500  | 7.675  |      | 14.175 |
| 8                 | ARG Nicolás Córdoba     | 5.400  | 7.725  |      | 13.125 |